# Petrás János
Petrás János (1968. február 1. –) magyar énekes, zeneszerző, szövegíró, basszusgitáros, a Kárpátia együttes frontembere.
Az Artisjus Egyesület tagja, 2004 óta A Vitézi Rend Nemzetvédelmi Tagozatának tagja, 2009-től A Szent György Lovagrend tagja.

## Pályafutása
Korábban alapító tag volt: Jaguár, Griff, Vértestvérek és a Cool Head Klan zenekarokban, ahonnan 2003-ban lépett ki, amikor Csiszér Leventével és Bankó Attilával együtt megalapította a Kárpátiát.
A mai napig 60 hanglemezhez adta nevét szerzőként, előadóként.
2013. március 15-én az Emberi Erőforrások Minisztériumától megkapta a Magyar Arany Érdemkeresztet. Nagy port kavart Petrás János kitüntetése, de a minisztériumban megerősítették: valóban neki szánták a díjat.

## Díjai

### Állami kitüntetés
- Magyar Arany Érdemkereszt (2013)

### Egyéb kitüntetés
- A Vitézi Rend Ezüst Nemzetvédelmi Keresztje Vitézi Ékítményekkel (2010)
- Magyarországi Jogsértettekért Egyesület Emlékplakett (2012)
- Szent György Lovagrend Szent Koronával Ékesített Lovagkeresztje  (2012)
- Horthy Miklós Társaság Emlékérem (2016)
- Borsod-Abaúj-Zemplén Vármegyei Önkormányzat Erdélyi Magyar Örökség Díja (2023)

## Diszkográfia

### Kárpátia
- Hol Vagytok Székelyek? (2003) - zeneszerző, szövegíró, basszusgitár, ének
- Így Volt! Így Lesz! (2003) - zeneszerző, szövegíró, basszusgitár, ének
- Tűzzel, Vassal (2004) - zeneszerző, szövegíró, basszusgitár, ének
- Hősi Énekek (2005) - zeneszerző, szövegíró, basszusgitár, ének
- Piros Fehér Zöld (2006) - zeneszerző, szövegíró, basszusgitár, ének
- Istenért, Hazáért (2007) - zeneszerző, szövegíró, basszusgitár, ének
- Idők Szava (2008) - zeneszerző, szövegíró, basszusgitár, ének
- Regnum Marianum (2009) - zeneszerző
- Szebb Jövőt (2009) - zeneszerző, szövegíró, basszusgitár, ének
- Utólsó Percig (2010) - zeneszerző, szövegíró, basszusgitár, ének
- Bujdosók (2011) - zeneszerző, szövegíró
- Justice For Hungary (2011) - zeneszerző, szövegíró, basszusgitár, ének
- Rendületlenűl (2012) - zeneszerző, szövegíró, basszusgitár, ének
- Legio (2013) - zeneszerző, szövegíró, basszusgitár, ének
- A Száműzött (2013) - zeneszerző, szövegíró, basszusgitár, ének
- Bátraké a Szerencse (2014) - zeneszerző, szövegíró, basszusgitár, ének
- Tartsd szárazon a puskaport (2015) - zeneszerző, szövegíró, basszusgitár, ének
- Territórium (2016) - zeneszerző, szövegíró, basszusgitár, ének
- Isten kegyelméből (2018) - zeneszerző, szövegíró, basszusgitár, ének
- Egyenes gerinccel (2019) - zeneszerző, szövegíró, basszusgitár, ének
- Bujdosók II. (2019) - zeneszerző, szövegíró
- 1920. (2020) - basszusgitár, ének
- Csatazaj (2021) - zeneszerző, szövegíró, basszusgitár, ének
- Koncert (2022) - zeneszerző, szövegíró, basszusgitár, ének
- Napkelettől napnyugatig (2023) - zeneszerző, szövegíró, basszusgitár, ének
- Legendárium (2024) - zeneszerző, szövegíró, basszusgitár, ének

### Europica
- Part One (2017) - zeneszerző, szövegíró, basszusgitár
- Part Two (2024) - zeneszerző, szövegíró, basszusgitár

### Cool Head Clan
- Kikapod a szart (1999) - zeneszerző, szövegíró, basszusgitár, vokál
- Baz.+  (2000) - zeneszerző, szövegíró, basszusgitár, vokál
- Szeresd a Testem Baby (2000) - zeneszerző, szövegíró, basszusgitár, vokál
- Isten Hozott Kistestvérem (2001) - zeneszerző, szövegíró, basszusgitár, vokál
- Koncert (2001) - zeneszerző, szövegíró, basszusgitár, vokál
- Harc (2002) - zeneszerző, szövegíró, basszusgitár, vokál

### Vértestvérek
- Más Idők (1996) - zeneszerző, szövegíró, basszusgitár, vokál

### Griff
- Live (1991) - zeneszerző, basszusgitár

### Válogatás Lemezeken
- Motormánia 1. (2005) - zeneszerző, szövegíró, basszusgitár, ének: Szárnyaszegett
- Reményadók (2009) - zeneszerző, szövegíró: Magyarnak Születtem… basszusgitár – ének: Fegyver A Kézben
- Kalapács – Kikalapált Dalok (2020) - Angyal c. dal - basszusgitár, ének
- Az Utolsó Szó Jogán – Molics Zsolt Emléklemez (2022) - Le ment a Nap c. dal - zeneszerző, szövegíró, basszusgitár, ének
- Thököly Vajk – Csak hittel, csak szívvel (Megzenésített Versek) (2024) - zeneszerző, basszusgitár, ének: Hej Tulipán

### Zeneszerző és szövegíróként
- Cool Head Klan – Best Of (2007) - zeneszerző, szövegíró   /2-3-4-6-7/
- Kusztura Sándor Hol Vagytok Székelyek? (2007) - zeneszerző – Hol Vagytok Székelyek?, zeneszerző, szövegíró: Mesélj Még Nekem
- Stampedli – Jövünk Az Útra (2008) - zeneszerző, szövegíró: Más A Szabály
- Cool Head Klan – Pofa Befogva (2010) - zeneszerző, szövegíró: Pofa befogva / Ahány fűszál / Ha tudnám
- Cool Head Klan - Ister-gam (2012) - zeneszerző, szövegíró: Harc
- Cool Head Klann – Benzin és Vér (2016) - zeneszerző, szövegíró: Bye-bye
- Rudán Joe – Még Egy Tárral (2017) - zeneszerző, szövegíró: Veled Vagyok / Üttni Kell
- Rudán Joe – Akusztik (2022) - zeneszerző, szövegíró: Veled Vagyok

### Zeneszerzőként
- Griff - 1000 Szent Ígéret (1990) - zeneszerző: 1000 Szent Ígéret / Ennyi Jutott
- Stress – Kisértetkastély (1991) - zeneszerző: Neo Lovagok
- Végvár – Vándorének (2015)  zeneszerző: A Kivéreztetett – Magyarének
- Szijártó Zsolt – Stoppos A Galaxisban (2019) - zeneszerző: Már Elégtünk Volna – basszusgitár: Szabadesés a nyárba

### Ének / Vokál
- Rómeó Vérzik – Életöröm (2002) – Növesztem a hasat – vokál
- Egészséges Fejbőr – Nem Adjuk Fel! (2003) - vokál
- Sámán – Sámán (2005) - vokál
- Magozott Cseresznye – Ébred Már Az Oroszlán (2009) - ének:  Nemzeti Dal
- Alcohol – Remélem Zavarok (2013) - Rockhimnusz ének
- Végvár – Jóreménység (2013) - vokál
- Romer – Betyár Balladák (2018) - ének: Betyár Ballada

### Forrás
- Vértestvérek Zenekar
- Griff Zenekar - Rokkbook
- Griff Zenekar - Metálmnuzeum